# Казанская церковь (Воронеж)
 Храм Казанской иконы Божией Матери — приходской храм Воронежской епархии Русской православной церкви в городе Воронеже.

## История
Строительство Казанской церкви началось по просьбе верующих поселения Отрожка в 1903 году на том месте, где у некоторых жителей было видение образа Казанской иконы. Церковь построена по проекту В. И. Гаин, первый архитектор-реставратор города Воронежа. Храм освящен по случаю престольного праздника в 1911 году. Еще до завершения строительства церкви в 1908 году было освящено кладбище, часть которого сохранилась до наших дней. Сегодня это одно из старейших кладбищ города.
После Октябрьской революции церковь была доступна григорианским раскольникам и закрыта в 1936 году по распоряжению советских властей. В годы Великой Отечественной войны храм был практически разрушен. Разграбленный и оскверненный храм стоял посреди фермерских домов, зияющий пустыми оконными проемами. Из здания вывезли не только церковный инвентарь, но и демонтировали оконные рамы и деревянные полы.
В 1936 году на Казанский храм прибыл поход против религии. В том же году местные органы НКВД арестовали всех его священнослужителей, службы прекратились, а церковь закрыли. К сожалению, установить имена арестованных священников не удалось.
Новейшая история Казанской церкви восходит к 10 декабря 1946 года, когда приход был зарегистрирован. Прихожане инициативы приложили все усилия для восстановления церкви, пострадавшей во время войны. Отремонтированы дыры в стенах, настелен новый деревянный пол, окна застеклены. Чтобы скрыть на стенах следы пуль и гранат, снаружи храм побелили.
1954 год ознаменовался установкой иконостаса, который был изготовлен резчиком из Новой Усмани. Священники были обязаны контролировать[что?] облисполком, среди жителей города были так называемые «информаторы», которые докладывали о духовенстве.
В 1980 году работы по реставрации жемчужины Православия в Воронеже — Казанской церкви — велись более интенсивно.
В период следующего десятилетия, в 1990 году, строилось здание воскресной школы, возводился новый храм преподобного Серафима Саровского, крестильная апостола Андрея Первозванного.
Прошло еще 20 лет, кресты на куполах были обновлены, в 2010 году на месте старинного иконостаса появился новый иконостас, кладку у входа украсили порталы и кузницу[что?] ажурных металлических прилавков[чего?].

### Архитектура
Казанский храм является памятником архитектуры. Построен в русском стиле. Композиция церкви включает объем храма с шатровым пятиглавием, небольшую трапезную и четырехъярусную колокольню высотой 30 м. Шатер центральной главы опирается на восьмигранный световой барабан, в основании меньших угловых глав — низкие четверики. Куполов всего 7. Земельный участок — 1,5 га.

## Престольные праздники
- 21 июля — день Казанской иконы Божией матери.

- 4 ноября — день Казанской иконы Божией матери.

## Настоятели
- Иоанн Алферов (упом. 1912)
- Николай Цветаев (1946—1947)
- Николай Зеленев (1947—1949)
- Александр Спасский (1949—1961)
- Николай Потелещенко [1] (1961—1963)
- Митрофан Чаркин (1963—1964)
- Никодим Ермолатий (1964—1968)
- Митрофан Чаркин, повторно (1968—1984)
- Валентин Абашев (1984—1989)
- Евгений Лившук (1989—2003)
- Иоанн Луканов [2] (упом. 2003)
- Даниил (Черой) (упом. 2003)
  - Григорий Самойлов (20 января 2004 — 13 апреля 2005), и/о
- Григорий Самойлов (с 13 апреля 2005)[5]

## Духовенство
- Настоятель храма — Протоиерей Григорий Самойлов
- Иерей Михаил Костин
- Иерей Сергий Баранов
- Иерей Николай Попов
- Иерей Алексей Николаенко
- Протодиакон Евгений Слепов